# كيفن ماكبرايد (لاعب كرة قدم)
كيفن ماكبرايد (بالإنجليزية: Kevin McBride)‏ هو لاعب كرة قدم بريطاني في مركز الوسط، ولد في 14 يونيو 1981 في بلزهيل ‏ في المملكة المتحدة. لعب مع دارلينجتون إف سى وريث روفرز ونادي دندي ونادي سلتيك ونادي فالكيرك ونادي ماذرويل ونادي هيبرنيان وهاميلتون أكاديميكال.

## وصلات خارجية
- كيفن ماكبرايد (لاعب كرة قدم) على موقع قاعدة بيانات كرة القدم.إي يو (الإنجليزية)
- كيفن ماكبرايد (لاعب كرة قدم) على موقع Soccerbase.com (لاعب) (الإنجليزية)
- كيفن ماكبرايد (لاعب كرة قدم) على موقع Soccerway.com (الإنجليزية)